# Burrow-with-Burrow
Pour les articles homonymes, voir Burrow.
 (avril 2023).
Burrow-with-Burrow est une paroisse civile du Lancashire, en Angleterre.